# Eutelia hollowayi
Eutelia hollowayi är en fjärilsart som beskrevs av Kobes 1983. Eutelia hollowayi ingår i släktet Eutelia och familjen nattflyn. Inga underarter finns listade i Catalogue of Life.